# Manduca bossardi
Manduca bossardi är en fjärilsart som beskrevs av Gehlen. 1926. Manduca bossardi ingår i släktet Manduca och familjen svärmare. Inga underarter finns listade i Catalogue of Life.